# Дикинсон, Аласдер
Аласдер Гранвилл Дикинсон (англ. Alasdair Granville Dickinson; родился 11 сентября 1983 года в Данди) — шотландский профессиональный регбист, выступающий за «Эдинбург» и сборную Шотландии на позиции пропа.

## Клубная карьера
До 2004 года Дикинсон выступал за любительские команды из Данди и Эдинбурга, пока в 2004 году не заключил со столичным клубом ученический контракт. В первом же сезоне регбист провёл 18 матчей и занёс попытку в игре Кубка Хейнекен против «Перпиньяна», за что заслужил свой первый профессиональный контракт. В 2007 году вместе с будущим партнёром по национальной сборной Аласдером Строкосчем был подписан в английский «Глостер».
В первом сезоне Дикинсону пришлось довольствоваться выходами на замену, однако в последующие два года спортсмен сумел отвоевать место в основном составе. Свою первую попытку за «Глостер» занёс только в декабре 2009 года в матче против «Бата». Осенью 2010 года спортсмен получил травму плеча, что впоследствии потребовало хирургического вмешательства и стоило Дикинсону места в основном составе. После завершения сезона 2010/11 регбист подписал контракт с «Сейл Шаркс», который помимо Аласдера пригласил на север Англии ещё двоих игроков шотландской сборной — Ричи Вернона и Фрейзера Маккензи; позже к ним присоединился Ричи Грей.
В начале сезона 2011/12 Аласдер вновь повредил плечо, оставшись без регби на несколько месяцев; в целом за год он сыграл лишь 9 матчей за клуб. В следующем году спортсмен окончательно восстановился после травмы и получил хорошие отзывы от спортивной прессы по результатам сезона 2012/13. Проведя в составе «Сейл Шаркс» 27 матчей за два года Дикинсон вернулся в родной клуб, весной 2013 года подписав с «Эдинбургом» однолетний контракт.
В Шотландии регбист быстро стал игроком основы и в конце 2015 года подписал новый трёхлетний контракт с клубом. В 2016 году игроку вновь помешала травма — Дикинсон серьёзно повредил бедро, на восстановление ушло более полугода. По словам главного тренера команды Дункана Ходжа, Аласдеру было очень тяжело набрать свою прежнюю форму.

## Сборная Шотландии
Аласдер Дикинсон играл за сборный всех возрастов и принял участие в трёх молодёжных чемпионатах мира: U-19 в 2002 и U-21 в 2003 и 2004 годах, а в 2006 и 2007 годах провёл несколько матчей за Вторую сборную. Перед Чемпионатом мира 2007 был назван в числе 39 игроков расширенного состава, однако вместе с ещё девятью регбистами в заявку на турнир не попал. Однако из-за травмы основного пропа сборной Алана Якобсена в матче со сборной Португалии Аласдер получил шанс сыграть на своём первом чемпионате мира. Дикинсон дебютировал за «чертополохов» в матче группового этапа против «Олл Блэкс», встреча была проиграна со счётом 0:40.
В следующий раз за сборную Шотландии Аласдер сыграл только в марте 2008 года, выйдя на замену в победном матче Кубка шести наций против англичан (15:9). В следующем году Дикинсон вышел на поле во всех 5 матчах турнира, в трёх из них — в основном составе. В целом же регбист оставался преимущественно игроком замены, усиливая схватку во второй половине встречи. Первую попытку за «чертополохов» он занёс в матче со сборной Италии перед чемпионатом мира 2011 года. На мировом первенстве Дикинсон провёл три матча против сборных Румынии, Аргентины и Англии, во всех выйдя на замену.
Наиболее результативным для регбиста стал 2015 год, когда он выходил на поле практически в каждом матче и вместе с партнёрами по «Эдинбургу» Россом Фордом и Виллемом Петрусом Нелом образовал прочную связку в первой линии «чертополохов».